# Il giudizio universale
Il giudizio universale (ou Le jugement dernier, em francês) é um filme franco-italiano de Vittorio De Sica, estreou em 1961.

## Ligações Externas
- Il giudizio universale no IMDB